# Острову (Келераш)
Острову (рум. Ostrovu) — село у повіті Келераш в Румунії. Входить до складу комуни Валя-Арговей.
Село розташоване на відстані 56 км на схід від Бухареста, 45 км на захід від Келераші, 148 км на захід від Констанци.

## Населення
За даними перепису населення 2002 року у селі проживали 76 осіб, усі — румуни. Усі жителі села рідною мовою назвали румунську.